# Автомагістраль A16 (Нідерланди)
Автострада A16 — автострада в Нідерландах. Вона пролягає від розв'язки Terbregseplein у північно-східній частині Роттердама в напрямку до бельгійського кордону поблизу Hazeldonk. Автомагістраль має 19 з'їздів, включаючи 7 розв'язок.

## Обмеження швидкості
Майже вся автомагістраль A16, включаючи місцеву та швидкісну смуги поблизу Роттердама, показала максимальну швидкість 100 км/год. Єдиним винятком стали дві короткі ділянки: між Дордрехтом і Клаверпольдером, а також ділянка між перехрестям Прінсвіль на захід від Бреди та бельгійським кордоном, де дозволена швидкість 120 км/год. На ділянці між мостами Moerdijk і кордоном з Бельгією максимальна швидкість змінилася до 130 км/год станом на 2011 рік.

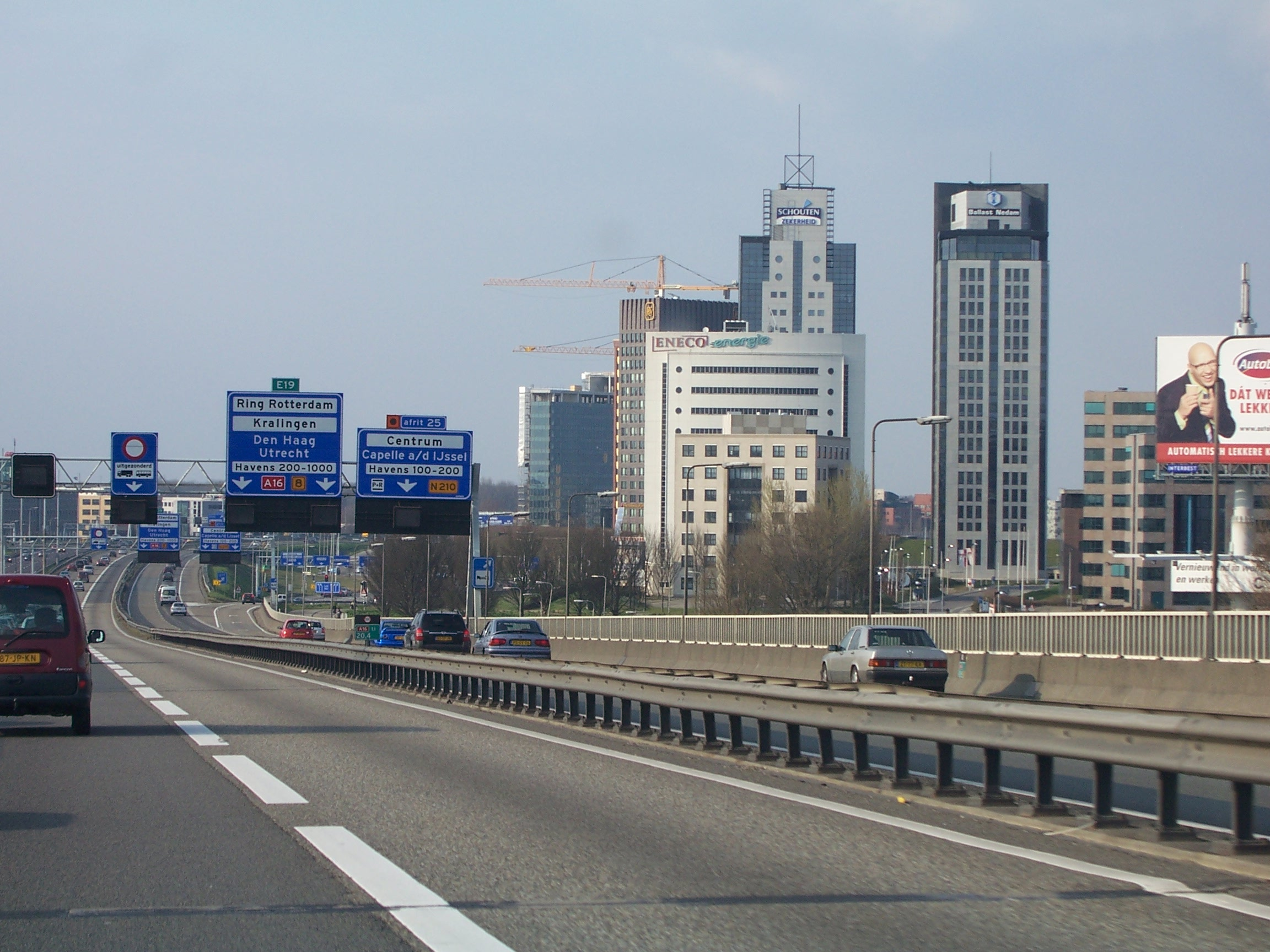
Північний експрес (l) та місцеві (r) смуги

## Місцеві швидкісні смуги біля Роттердама
Поблизу Роттердама використовується система коллектор-експресс. Виїзди 24-26 доступні лише через зовнішні (колекторні) смуги. Внутрішні смуги є швидкісними і не мають виїздів.
У північному напрямку є три швидкісні смуги, з яких одна смуга призначена для автобусів і вантажівок, а в південному напрямку є три звичайні смуги, з яких жодна не зарезервована для спецтранспорту.